# I съезд Союза горцев Северного Кавказа
Первый съезд Союза горцев Северного Кавказа или Владикавказский съезд СГСК проходил с 1 по 8 мая 1917 года (по старому стилю с 14 по 21 мая) во Владикавказе.

## Предыстория
1 марта во Владикавказ пришла новость о Февральской революции, через 3 дня, 4 марта она была оглашена. 5 марта на квартире Басията Шаханова собралась горская интеллигенция, которая после вести об отречении царя от престола решила заполнить опустевший вакуум власти. Почти месяц шло обсуждение, стоит ли считаться с Временным правительством или же следует отстраниться от него. 6 марта учреждён Временный ЦК объединённых горцев Северного Кавказа, возглавляемый Шахановым. 8 марта в том же городе прошёл Совет рабочих депутатов, признанный Временным правительством.
По всему Северному Кавказу в марте и апреле проходили локальные политические съезды, где определялись лидеры регионов. Временный ЦК запланировал общегорский съезд на 1 мая.

## Участники
На съезде собрались представители со всех краёв Северного Кавказа, от Каспийского до Чёрного моря. Депутат избирался от 5 000 человек, в случае если по каким-либо причинам число не набиралось, то разрешалось и от меньшего количества. Право на голос имели представители обоих полов, достигшие 20 лет.
В съезде участвовали 300 или же 340 делегатов.
|                         | от Дагестанской области       | от Дагестанской области | от Дагестанской области                | от Терской области    | от Терской области    | от Терской области    | от Терской области                       | от Терской области                       | от Терской области                       | от Терской области   | от Терской области   | от Терской области   | от Терской области   | от Терской области   | от Терской области   | от Терской области    | от Терской области    | от Терской области    | от Терской области           | от Терской области           | от Терской области       | от Кубанской области и Черноморской губернии | от Кубанской области и Черноморской губернии | от Кубанской области и Черноморской губернии | от Кубанской области и Черноморской губернии | от Ставропольской губернии | от Ставропольской губернии |
| от кабардинского народа | от кабардинского народа       | от кабардинского народа | от Дагестанской области                | от балкарского народа | от балкарского народа | от балкарского народа | от кумыков, салатавцев, ногайцев и аухов | от кумыков, салатавцев, ногайцев и аухов | от кумыков, салатавцев, ногайцев и аухов | от чеченского народа | от чеченского народа | от чеченского народа | от ингушского народа | от ингушского народа | от ингушского народа | от осетинского народа | от осетинского народа | от осетинского народа | от черкесов, абазин и горцев | от черкесов, абазин и горцев | от карачаевцев           | от карачаевцев                               | от туркмен и ногайцев                        | от туркмен и ногайцев                        |                                              |                            |                            |
| ----------------------- | ----------------------------- | ----------------------- | -------------------------------------- | --------------------- | --------------------- | --------------------- | ---------------------------------------- | ---------------------------------------- | ---------------------------------------- | -------------------- | -------------------- | -------------------- | -------------------- | -------------------- | -------------------- | --------------------- | --------------------- | --------------------- | ---------------------------- | ---------------------------- | ------------------------ | -------------------------------------------- | -------------------------------------------- | -------------------------------------------- | -------------------------------------------- | -------------------------- | -------------------------- |
|                         | имя                           | профессия               | город                                  | имя                   | профессия             | город                 | имя                                      | профессия                                | город                                    | имя                  | профессия            | город                | имя                  | профессия            | город                | имя                   | профессия             | город                 | имя                          | профессия                    | город                    | имя                                          | город                                        | имя                                          | город                                        | имя                        | город                      |
| Члены ЦК                | Далгат Башир                  | присяжный               | Владикавказ                            | Коцев Пшемахо         | присяжный адвокат     | Владикавказ           | Шаханов Басият Абаевич                   | адвокат                                  | Владикавказ                              | Рашид Хан Капланов   | помощник адвоката    | Владикавказ          | Тапа Чермоев         | капитан кавалерии    | Владикавказ          | Джабагиев Васан Гирей | агроном               | Владикавказ           | Бритаев Эльбаздуко           | юрист                        | Владикавказ              | Султан Каплан-Гирей-Баталпаша,               | Дударуковская                                | Халит-Хаджи Эркенов-Ираули Чукулан           |                                              | Менгли Булат Муслимов      | Ачикулак                   |
| Члены ЦК                | Дахадаев Магомед-Али          | инженер                 | Темир-хан-Шура                         | Коцев Пшемахо         | присяжный адвокат     | Владикавказ           | Шаханов Басият Абаевич                   | адвокат                                  | Владикавказ                              | Рашид Хан Капланов   | помощник адвоката    | Владикавказ          | Тапа Чермоев         | капитан кавалерии    | Владикавказ          | Алдиев Султан         | прапорщик             | Владикавказ           | Бритаев Эльбаздуко           | юрист                        | Владикавказ              | Султан Каплан-Гирей-Баталпаша,               | Дударуковская                                | Халит-Хаджи Эркенов-Ираули Чукулан           |                                              | Менгли Булат Муслимов      | Ачикулак                   |
| Члены ЦК                | Тарковский Нух                | лейтенант- полковник    | Темир-хан-Шура                         | Коцев Пшемахо         | присяжный адвокат     | Владикавказ           | Шаханов Басият Абаевич                   | адвокат                                  | Владикавказ                              | Рашид Хан Капланов   | помощник адвоката    | Владикавказ          | Тапа Чермоев         | капитан кавалерии    | Владикавказ          | Алдиев Султан         | прапорщик             | Владикавказ           | Бритаев Эльбаздуко           | юрист                        | Владикавказ              | Султан Каплан-Гирей-Баталпаша,               | Дударуковская                                | Халит-Хаджи Эркенов-Ираули Чукулан           |                                              | Менгли Булат Муслимов      | Ачикулак                   |
| Члены ЦК                | Гасанов Али                   | налоговый инспектор     | Дербент                                | Коцев Пшемахо         | присяжный адвокат     | Владикавказ           | Шаханов Басият Абаевич                   | адвокат                                  | Владикавказ                              | Рашид Хан Капланов   | помощник адвоката    | Владикавказ          | Тапа Чермоев         | капитан кавалерии    | Владикавказ          |                       |                       | Владикавказ           | Бритаев Эльбаздуко           | юрист                        | Владикавказ              | Султан Каплан-Гирей-Баталпаша,               | Дударуковская                                | Халит-Хаджи Эркенов-Ираули Чукулан           |                                              | Менгли Булат Муслимов      | Ачикулак                   |
| Члены ЦК                | Темирханов Зубаир             | инженер                 | Темир-хан-Шура                         | Коцев Пшемахо         | присяжный адвокат     | Владикавказ           | Шаханов Басият Абаевич                   | адвокат                                  | Владикавказ                              | Рашид Хан Капланов   | помощник адвоката    | Владикавказ          | Тапа Чермоев         | капитан кавалерии    | Владикавказ          | Темнев Садулла        | владелец недвижимости | Владикавказ           | Бритаев Эльбаздуко           | юрист                        | Владикавказ              | Султан Каплан-Гирей-Баталпаша,               | Дударуковская                                | Халит-Хаджи Эркенов-Ираули Чукулан           |                                              | Менгли Булат Муслимов      | Ачикулак                   |
| Члены ЦК                | Абдулаев Асад-бек             | инженер                 | Петровск                               | Коцев Пшемахо         | присяжный адвокат     | Владикавказ           | Шаханов Басият Абаевич                   | адвокат                                  | Владикавказ                              | Рашид Хан Капланов   | помощник адвоката    | Владикавказ          | Тапа Чермоев         | капитан кавалерии    | Владикавказ          | Темнев Садулла        | владелец недвижимости | Владикавказ           | Бритаев Эльбаздуко           | юрист                        | Владикавказ              | Султан Каплан-Гирей-Баталпаша,               | Дударуковская                                | Халит-Хаджи Эркенов-Ираули Чукулан           |                                              | Менгли Булат Муслимов      | Ачикулак                   |
| 1-е Кандидаты           | Тахо-Годи Алибек              | присяжный адвокат       | Темир-хан-Шура                         | Шакманов Таусултан    | помощник адвоката     | Владикавказ           | Мулаев Махомег                           | инженер железной дороги                  | Владикавказ                              | Албергоев Рауф       |                      | Хасавюрт             | Абдулкадыров Махомет |                      | Грозный              |                       |                       |                       | Бутаев Асланбек              | юрист                        | Владикавказ              | Нури-бей                                     |                                              | Алиев Шахим                                  | Эреджеб Али Низаркиев                        | Ставрополь                 |                            |
| 1-е Кандидаты           | Дайдбеков Адил-Гирей          | инженер                 | Темир-хан-Шура                         | Шакманов Таусултан    | помощник адвоката     | Владикавказ           | Мулаев Махомег                           | инженер железной дороги                  | Владикавказ                              | Албергоев Рауф       |                      | Хасавюрт             | Абдулкадыров Махомет |                      | Грозный              |                       |                       |                       | Бутаев Асланбек              | юрист                        | Владикавказ              | Нури-бей                                     |                                              | Алиев Шахим                                  | Эреджеб Али Низаркиев                        | Ставрополь                 |                            |
| 1-е Кандидаты           | Зулпукаров Абдулмеджид        | инженер                 | Темир-хан-Шура (уполномоченный Леваши) | Шакманов Таусултан    | помощник адвоката     | Владикавказ           | Мулаев Махомег                           | инженер железной дороги                  | Владикавказ                              | Албергоев Рауф       |                      | Хасавюрт             | Абдулкадыров Махомет |                      | Грозный              |                       |                       |                       | Бутаев Асланбек              | юрист                        | Владикавказ              | Нури-бей                                     |                                              | Алиев Шахим                                  | Эреджеб Али Низаркиев                        | Ставрополь                 |                            |
| 1-е Кандидаты           | Гаитов Казанби                | инженер                 | Ботлих                                 | Шакманов Таусултан    | помощник адвоката     | Владикавказ           | Мулаев Махомег                           | инженер железной дороги                  | Владикавказ                              | Албергоев Рауф       |                      | Хасавюрт             | Абдулкадыров Махомет |                      | Грозный              |                       |                       |                       | Бутаев Асланбек              | юрист                        | Владикавказ              | Нури-бей                                     |                                              | Алиев Шахим                                  | Эреджеб Али Низаркиев                        | Ставрополь                 |                            |
| 1-е Кандидаты           | Далгат Абдусалам              | юрист                   | Маджалис (уполномоченный округа)       | Шакманов Таусултан    | помощник адвоката     | Владикавказ           | Мулаев Махомег                           | инженер железной дороги                  | Владикавказ                              | Албергоев Рауф       |                      | Хасавюрт             | Абдулкадыров Махомет |                      | Грозный              |                       |                       |                       | Бутаев Асланбек              | юрист                        | Владикавказ              | Нури-бей                                     |                                              | Алиев Шахим                                  | Эреджеб Али Низаркиев                        | Ставрополь                 |                            |
| 2-е Кандидаты           | Шахсуваров Нур Мамед          | инспектор народных школ | Темир-хан-Шура                         | Сохов Гузей           | судебный следователь  | Нальчик               | Урусбиев Ибрахим                         | капитан                                  | Пятигорск                                | Селимханов Абдулатиф | Костек               | Курумов Муса         | Джиоев Николай       | педагог              | Грозный              | Тифлис                | Эльдар Яшев           | Кисловодск            | Хубиев Абдул                 | Карт-Джурт                   | Омар Эфенди Кенжемуратов | Ачикулак                                     |                                              |                                              |                                              |                            |                            |
| 2-е Кандидаты           | Габиев Саид                   |                         | Кумух                                  | Сохов Гузей           | судебный следователь  | Нальчик               | Урусбиев Ибрахим                         | капитан                                  | Пятигорск                                | Селимханов Абдулатиф | Костек               | Курумов Муса         | Джиоев Николай       | педагог              | Грозный              | Тифлис                | Эльдар Яшев           | Кисловодск            | Хубиев Абдул                 | Карт-Джурт                   | Омар Эфенди Кенжемуратов | Ачикулак                                     |                                              |                                              |                                              |                            |                            |
| 2-е Кандидаты           | Эфендиев Абдул Кади           | инженер                 | Баку                                   | Сохов Гузей           | судебный следователь  | Нальчик               | Урусбиев Ибрахим                         | капитан                                  | Пятигорск                                | Селимханов Абдулатиф | Костек               | Курумов Муса         | Джиоев Николай       | педагог              | Грозный              | Тифлис                | Эльдар Яшев           | Кисловодск            | Хубиев Абдул                 | Карт-Джурт                   | Омар Эфенди Кенжемуратов | Ачикулак                                     |                                              |                                              |                                              |                            |                            |
| 2-е Кандидаты           | Молачиханов Багадур           | инженер                 | Баку (уполномоченный Хунзаха)          | Сохов Гузей           | судебный следователь  | Нальчик               | Урусбиев Ибрахим                         | капитан                                  | Пятигорск                                | Селимханов Абдулатиф | Костек               | Курумов Муса         | Джиоев Николай       | педагог              | Грозный              | Тифлис                | Эльдар Яшев           | Кисловодск            | Хубиев Абдул                 | Карт-Джурт                   | Омар Эфенди Кенжемуратов | Ачикулак                                     |                                              |                                              |                                              |                            |                            |
| 2-е Кандидаты           | Алкадаски Абдулкадир          | преподаватель           | Петровск                               | Сохов Гузей           | судебный следователь  | Нальчик               | Урусбиев Ибрахим                         | капитан                                  | Пятигорск                                | Селимханов Абдулатиф | Костек               | Курумов Муса         | Джиоев Николай       | педагог              | Грозный              | Тифлис                | Эльдар Яшев           | Кисловодск            | Хубиев Абдул                 | Карт-Джурт                   | Омар Эфенди Кенжемуратов | Ачикулак                                     |                                              |                                              |                                              |                            |                            |
| 2-е Кандидаты           | Султанов Тагир                | чиновник                | Каздикент                              | Сохов Гузей           | судебный следователь  | Нальчик               | Урусбиев Ибрахим                         | капитан                                  | Пятигорск                                | Селимханов Абдулатиф | Костек               | Курумов Муса         | Джиоев Николай       | педагог              | Грозный              | Тифлис                | Эльдар Яшев           | Кисловодск            | Хубиев Абдул                 | Карт-Джурт                   | Омар Эфенди Кенжемуратов | Ачикулак                                     |                                              |                                              |                                              |                            |                            |
| Члены Духовного совета  | Гоцинский Нажмудин            |                         | Гоцо                                   | Шогенов Алихан        | Шогенов Алихан        | Шогенов Алихан        |                                          |                                          |                                          | Абдул-Кагар Хаджи    | Абдул-Кагар Хаджи    | Абдул-Кагар Хаджи    | Хассахан Хаджи       | Хассахан Хаджи       | Хассахан Хаджи       | Акгелдиев Иляс        | Акгелдиев Иляс        | Акгелдиев Иляс        | Цаликов Абу-Бекир            | Цаликов Абу-Бекир            | Цаликов Абу-Бекир        |                                              |                                              |                                              |                                              | Тангхатаров Абдузалик      | Тангхатаров Абдузалик      |
| Члены Духовного совета  | Дадаев Казанишски Абдул Басир |                         | Казанище                               | Шогенов Алихан        | Шогенов Алихан        | Шогенов Алихан        |                                          |                                          |                                          | Абдул-Кагар Хаджи    | Абдул-Кагар Хаджи    | Абдул-Кагар Хаджи    | Хассахан Хаджи       | Хассахан Хаджи       | Хассахан Хаджи       | Акгелдиев Иляс        | Акгелдиев Иляс        | Акгелдиев Иляс        | Цаликов Абу-Бекир            | Цаликов Абу-Бекир            | Цаликов Абу-Бекир        |                                              |                                              |                                              |                                              | Тангхатаров Абдузалик      | Тангхатаров Абдузалик      |
| Члены Духовного совета  | Карабудахтенский Джамалуддин  |                         | Карабудахкент                          | Шогенов Алихан        | Шогенов Алихан        | Шогенов Алихан        |                                          |                                          |                                          | Абдул-Кагар Хаджи    | Абдул-Кагар Хаджи    | Абдул-Кагар Хаджи    | Хассахан Хаджи       | Хассахан Хаджи       | Хассахан Хаджи       | Акгелдиев Иляс        | Акгелдиев Иляс        | Акгелдиев Иляс        | Цаликов Абу-Бекир            | Цаликов Абу-Бекир            | Цаликов Абу-Бекир        |                                              |                                              |                                              |                                              | Тангхатаров Абдузалик      | Тангхатаров Абдузалик      |

## Съезд
Съезд был открыт Башаром Далгатом, председателем первого дня съезда, в здании Ольгинской женской гимназии во Владикавказе в 3 часа дня. Слово было предоставлено Шаханову. Произносились речи о революции, наконец давшей горцам определить свою судьбу. На тот момент участники собирались включить Северный Кавказ в качестве автономии в состав России при условии, что она будет демократической и федеративной республикой. С таким сообщением члены обратились к Временному правительству.
Был учреждён Центральный Комитет СГСК, выступавший в качестве исполнительного органа, председателем ЦК был избран Тапа Чермоев, всего туда вошло 17 человек.
Резолюция съезда указывала на необходимость завершения войны с Германией. Предлагалось вернуть разрешение горцам на свободное ношение оружия. Обращалось внимание на потребность в организации народной милиции.
7 мая была принята конституция, она включала 30 статей. В планах была реформа образования и судопроизводства, формирование самоуправления. Делегаты высказывались за светское, всеобщее и бесплатное образование.